# Vocal de apoio
Vocal de apoio, coro de fundo ou coristas (também conhecido pelo termo em inglês backing vocals) é a função de um integrante ou convidado de uma banda musical de cantar em parceria com o vocalista principal. A função varia desde vocais suaves a acompanhar o vocal principal até cantar determinadas partes das canções.
O vocal de apoio serve também para aumentar a sonoridade vocal, criar a harmonia, principalmente numa apresentação ao vivo em que o cantor líder não pode fisicamente executar mais do que a sua própria e única voz solo. O vocal de apoio serve para o embelezamento da melodia e do cântico. A melodia principal, no entanto, deve sempre estar em primeiro plano, e os vocais de apoio não devem ultrapassar a voz principal. Já a segunda voz, como cantada em duplas, é mais presente que o backing vocal, podendo até assumir a voz principal.